# Ca l'Alemany (Alella)
Ca l'Alemany és un edifici d'Alella (Maresme) protegit com a Bé Cultural d'Interès Local.

## Descripció
Es tracta d'un edifici civil. El seu interès recau fonamentalment a la façana que s'estructura, igual que a l'interior, en una planta baixa, dos pisos i un terrat. Destaquen les motllures situades al damunt de les obertures com si es tractés de guardapols i la seva coronació, a manera de petits frontons de formes lobulades irregulars. El material utilitzat és el maó, que es presenta arrebossat.